# Варошки надпис
Варошкият надпис е надпис на старобългарски език от 996 г. Той е сред най-старите български надписи заедно с надписа на чъргубиля Мостич от 950 – 960 г., Самуиловия надпис от 993 г. и Битолския надпис от 1015 – 1018 г.

Открит е през 1861 г. в стария манастир „Св. Архангел“ край село Варош, днес квартал на Прилеп в Северна Македония. В надписа се споменава името на епископ от Прилеп, където се е намирало и епископското седалище по време на управлението на цар Самуил. Надписът гласи: 
| „ | В лето 6504 (996) почина епископ Андрей, на 17 февруарий... | “ |

Особеност на Варшкия надпис е, че той е надписан на старобългарски, но над знака стоят два особени знака, единият прилича на кирилско X, а другият на старинната голяма носовка, която в случая е без средна черта, подобно на един рунически знак в Мурфатлар. Взети заедно тези знаци образуват думата XOH. Друга особеност са звездите върху надписа, а също и двата знака след датата на смъртта, които по иберийски се четат като ЦУ. Същите знаци се срещат и в свещените знаци на българите от Калетовник.